# SOJA - Live in Hawaii
SOJA - Live in Hawaii è un DVD dei SOJA diretto e prodotto da Marc Carlini e registrato tra il 9 e il 20 gennaio 2008 a Oahu, Maui e Kailua-Kona.

## Tracce
1. Sorry
2. Revolution
3. Be Aware
4. You Don't Know Me
5. By My Side
6. Stars and Stripes
7. Rasta Courage
8. To Whom It May Concern
9. Peace in a Time of War
10. Open My Eyes
11. Faith Works
12. Bleed Through
13. Can't Tell Me
14. True Love